# Lijst van autosnelwegknooppunten in België
Hieronder een lijst van alle autosnelwegknooppunten in België.

Autosnelwegen (met A-nummer) en belangrijke ringwegen (Autosnelwegen met R-nummer) in België

| Naam knooppunt      | provincie       | aansluitende wegen | Type                                                |
| ------------------- | --------------- | ------------------ | --------------------------------------------------- |
| Aalbeke             | West-Vlaanderen | A14 - A17          | klaverblad                                          |
| Antwerpen-Centrum   | Antwerpen       | A112 - R1          | half turbineknooppunt                               |
| Antwerpen-Haven     | Antwerpen       | A12 - R2           | trompetknooppunt                                    |
| Antwerpen-Noord     | Antwerpen       | A1 - A12 - R1      | half turbineknooppunt                               |
| Antwerpen-Oost      | Antwerpen       | A13 - R1           | onvolledig turbineknooppunt                         |
| Antwerpen-West      | Antwerpen       | A14 - R1           | half sterknooppunt                                  |
| Antwerpen-Zuid      | Antwerpen       | A1 - A12 - R1      | onvolledig turbineknooppunt                         |
| Arquennes           | Henegouwen      | A7 - A54           | onvolledig knooppunt (splitsing type 1)             |
| Battice             | Luik            | A3 - A27           | klaverblad met één windmolenlus                     |
| Beveren             | Oost-Vlaanderen | A11 - R2           | trompetknooppunt                                    |
| Bois-d'Haine        | Henegouwen      | A15 - A501         | klaverblad                                          |
| Brugge              | West-Vlaanderen | A10 - A17          | klaverblad                                          |
| Cheratte            | Luik            | A3 - A25           | variant op zwevende rotonde                         |
| Daussoulx           | Namen           | A4 - A15           | turbineknooppunt                                    |
| Destelbergen        | Oost-Vlaanderen | A14 - R4           | klaverturbine                                       |
| Doornik             | Henegouwen      | A8 - A16           | half sterknooppunt                                  |
| Familleureux        | Henegouwen      | A7 - A501          | onvolledig klaverblad                               |
| Fexhe-Slins         | Luik            | A13 - A601         | onvolledig knooppunt (splitsing type 2)             |
| Gent-Centrum        | Oost-Vlaanderen | A14 - B401         | uitgerekte variant op een half sterturbineknooppunt |
| Gouy                | Henegouwen      | A15 - R3           | half sterknooppunt                                  |
| Grâce-Hollogne      | Luik            | A15 - A604         | half klaverblad                                     |
| Groot-Bijgaarden    | Vlaams-Brabant  | A10 - R0           | sterturbine                                         |
| Hautrage            | Henegouwen      | A7 - A16           | onvolledig knooppunt (splitsing type 1)             |
| Hauts-Sarts         | Luik            | A3 - A601          | onvolledig knooppunt (splitsing type 1)             |
| Heppignies          | Henegouwen      | A15 - R3           | klaverturbine                                       |
| Heverlee            | Vlaams-Brabant  | A2 - A3            | trompetknooppunt                                    |
| Hoog-Itter          | Waals-Brabant   | A7 - R0            | klaverblad                                          |
| Houdeng-Goegnies    | Henegouwen      | A7 - A15           | onvolledig knooppunt (splitsing type 1)             |
| Jabbeke             | West-Vlaanderen | A10 - A18          | onvolledig knooppunt                                |
| Jemappes            | Henegouwen      | A7 - R5            | trompetknooppunt                                    |
| Kortrijk-West       | West-Vlaanderen | R8 - A19           | half gelijkvloers knooppunt                         |
| Kortrijk-Zuid       | West-Vlaanderen | R8 - A14           | zwevende rotonde                                    |
| Leonardkruispunt    | Vlaams-Brabant  | A4 - R0            | onvolledig sterknooppunt                            |
| Loncin              | Luik            | A3 - A15 - A602    | uitgerekte variant op sterknooppunt                 |
| Lummen              | Limburg         | A2 - A13           | turbineknooppunt                                    |
| Machelen            | Vlaams-Brabant  | A1 - R0            | sterturbine                                         |
| Marcinelle          | Henegouwen      | A503 - R3          | klaverturbine                                       |
| Marquain            | Henegouwen      | A8 - A17           | klaverblad                                          |
| Merelbeke           | Oost-Vlaanderen | A10 - B403         | trompetknooppunt                                    |
| Moorsele            | West-Vlaanderen | A17 - A19          | klaverblad                                          |
| Neufchâteau         | Luxemburg       | A4 - A26           | half sterknooppunt                                  |
| Ranst               | Antwerpen       | A13 - A21          | onvolledig turbineknooppunt (splitsing type 1)      |
| Sint-Stevens-Woluwe | Vlaams-Brabant  | A3 - R0            | turbineknooppunt                                    |
| Strombeek-Bever     | Vlaams-Brabant  | R0 - A12           | uitgerekte zwevende rotonde                         |
| Thiméon             | Henegouwen      | A15 - A54          | klaverturbine                                       |
| Ville-sur-Haine     | Henegouwen      | A7 - R5a           | onvolledig knooppunt (splitsing type 1)             |
| Vottem              | Luik            | A3 - A13           | klaverblad                                          |
| Wilrijk-Valaar      | Antwerpen       | A12 - A112         | onvolledig knooppunt (splitsing type 2)             |
| Zwijnaarde          | Oost-Vlaanderen | A10 - A14          | turbineknooppunt                                    |

Daarenboven zijn er enkele afritten die er wel uitzien als, maar geen kruising (meer) zijn van twee autosnelwegen:
| Naam knooppunt | provincie      | aansluitende wegen | Type                                                   |
| -------------- | -------------- | ------------------ | ------------------------------------------------------ |
| Zaventem       | Vlaams-Brabant | A201 - R0          | turbineknooppunt, wordt single-point urban interchange |

A4 (E411), afrit 20 Achêne (N97) : klaverblad
A10 (E40), afrit 19 Aalst (N45) : klaverblad
A10 (E40), afrit 14 Sint-Denijs-Westrem (B402 en N43) : vijfwegcombinatie van trompet (van/naar B402) en klaverblad (van/naar N43)
A11 (E34), afrit 14 Zelzate-West (R4 West) : klaverster
A14 (E17), afrit 15 Sint-Niklaas-Centrum (N16) : klaverblad
A15 (E42), afrit 6 Gosselies (N5) : klaverblad
A26 (E25), afrit 54 Bastogne (N4) : klaverblad
R3, afrit 3 Fontaine-l'Evèque (N54) : klaverblad
De bocht van Vorst was oorspronkelijk uitgewerkt als een turbine waarvan slechts twee armen in gebruik waren. Omdat de geplande andere aansluitingen er nooit zijn gekomen, zijn de nutteloze viaducten weer afgebroken en loopt de Brusselse Ring er naadloos over in de A7 (E19) naar het zuiden.